# Északnyugati Front
A második világháború során az Északnyugati Front (oroszul Северо-Западный фронт) a szovjet Vörös Hadsereg hadseregcsoport szintű katonai magasabb egysége volt.

## Története
Az Északnyugati Frontot első alkalommal 1940-ben, a Szovjetunió és Finnország között vívott téli háború során hozták létre. A front állományába ekkor a 7. és 13. hadseregek tartoztak.
A frontot második alkalommal a Szovjetunió elleni német támadás után, 1941. június 22-én hozták létre a Balti Különleges Katonai Körzet egységeiből. Ekkor a front állományába a 8., 11. és 27. hadseregek, illetve az 5. légiszállítású hadtest és a 65. lövészhadtest törzse és más kisebb alakulatok tartoztak. 1943. november 19-én a front megnevezése 2. Balti Front lett.

### 1941
A front megalakulása után rögtön súlyos helyzetbe került: a német Észak Hadseregcsoport heves támadása miatt folyamatos támadások alatt állt, mivel a Balti térség, illetve Leningrád megközelítési útvonalainak védelméért felelt. A támadás első 18 napja alatt a front alakulatai kb. 400–450 km-t vonultak vissza, annak ellenére, hogy július 14-én sikeres helyi ellentámadást indítottak és jelentős veszteségeket okoztak a szemben álló német csapatoknak (elsősorban a 8. páncélos hadosztálynak). Bár az ellentámadás jelentősen javított a szovjet katonák harci morálját, a Wehrmacht alakulatai némi pihenő és átcsoportosítás után augusztus 19-én tovább tudta folytatni előrenyomulását. Eddigre a 11., 27. és 34. hadseregek szinte teljesen kimerültek.
1941 őszén a front arcvonala ismét heves harcok színtere volt, mivel a front egységei az általuk elfoglalt pozícióból fenyegetni tudták a Moszkva elleni támadást végrehajtó Közép Hadseregcsoport északi szárnyát. A front alakulatai az Ilmeny- és Szeliger-tavak között vettek fel mélységben tagolt védelmi állásokat, és sikeresen védelmezték a Moszkvát Leningráddal összekötő vasútvonal egyik fontos állomását, Bologojét.
1941 végén a Volkov Front kapta az Ilmeny és a Ladoga-tó közötti frontvonal védelmének feladatát, míg az Északnyugati Front feladata a fontos közlekedési csomópont, Sztaraja Russza visszafoglalása volt (a németek augusztus 9-én foglalták el a várost). A harcok egészen 1944-ig folytak a térségben és jelentős veszteségeket okoztak mindkét félnek.

### 1942
1942 elején a front egységei részt vettek a Gyemjanszk környékén körbezárt német csapatok felszámolásában, ami az 1942. január 7-én indított Gyemjanszki hadművelet része volt. A kezdeti sikerek ellenére, a makacs német ellenállás és a kedvezőtlen terepviszonyok miatt, a front egységei csak igen keveset haladtak előre.
A front támadása később a déli részét alkotta annak az átkaroló hadműveletnek, amely Gyemjanszk környékén kb. 100 000 német katona (a 16. német hadsereg II. hadtestje és a X. hadtest részei) bekerítését eredményezte. A front alakulatai számos támadást indítottak a körbezárt erők megsemmisítésére, illetve a németek kijutását lehetővé tevő folyosó elzárására, de sikertelenül. Összességében 5 szovjet hadsereg (18 hadosztály) volt lekötve több, mint 4 hónapon keresztül a Gyemjanszk körüli harcokban.

### 1943
A sztálingrádi csata után a front erői is támadást indítottak Sztaraja Russza körzetében, 1943. február 12-26. között. A Pavel Kurocskin tábornok által irányított hadművelet során összesen 302 települést foglaltak vissza. November 19-én a frontot átnevezték 2. Balti Fronttá.
Az 1941-43 közötti vívott harcokban front egységei több, mint 2 millió fő veszteséget szenvedtek halottakban és sebesültekben.

## Parancsnokok
- Fjodor Kuznyecov vezérezredes (1941. június - július)
- Pjotr Szobennyikov vezérőrnagy (1941. július - augusztus)
- Pavel Kurocskin altábornagy (1941. augusztus - 1942. október, 1943. június - november, 1943. augusztustól vezérezredes)
- Szemjon Tyimosenko, a Szovjetunió marsallja (1942. október — 1943. március)
- Ivan Konyev vezérezredes (1943. március - június)

## Alárendelt egységek
A front alárendeltségébe megalakulásakor a következő egységek tartoztak:
- 8. hadsereg, parancsnoka Pavel Szobennyikov
  - 10. és 11. lövészhadtest, 12. gépesített hadtest
- 27. hadsereg, parancsnoka Nyikolaj Berzarin, később Berlin szovjet megszállási zónájának parancsnoka
  - 22. és 24. lövészhadtest
- 11. hadsereg, parancsnoka Vaszilij Morozov
  - 16., 29. lövészhadtest, 3. gépesített hadtest
- 65. hadtest törzse
- 5. légiszállítású hadtest
  - 9., 10. és 214. légiszállítású dandár
- Egyéb alakulatok: tábori és légvédelmi tüzérség, vadász- és bombázó repülőgépek, utászok és NKVD csapatok

## Fordítás
- Ez a szócikk részben vagy egészben  a   Northwestern Front című angol Wikipédia-szócikk fordításán alapul.  Az eredeti cikk szerkesztőit annak laptörténete sorolja fel. Ez a jelzés csupán a megfogalmazás eredetét és a szerzői jogokat jelzi, nem szolgál a cikkben szereplő információk forrásmegjelöléseként.